# Zabłocie (sielsowiet Przebrodzie)

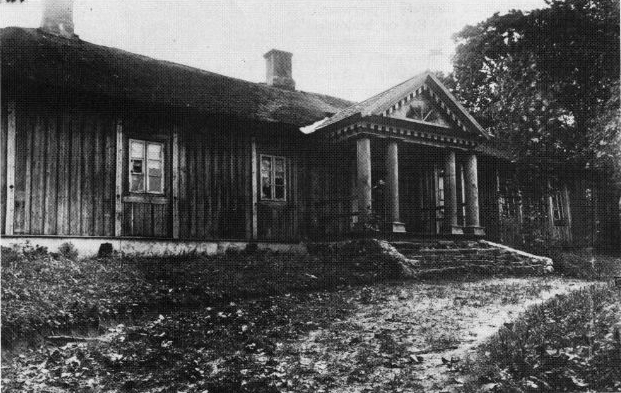
Dwór w Zabłociu przed 1939 rokiem

Zabłocie (biał. Забалоцце; ros. Заболотье, również Zabołocie) – wieś na Białorusi, w rejonie miorskim obwodu witebskiego, około 13 km na północny zachód od Miorów.

## Historia
Na przełomie XVII i XVIII wieku majątek ten należał do rodziny Gierzdów. W 1743 roku Mikołaj Gierzda sprzedał go rodzinie Dmochowskich herbu Pobóg. W rękach tej rodziny pozostawał on do 1939 roku. W drugiej połowie XVIII wieku majątek był własnością Alojzego Dmochowskiego, żonatego z Różą ze Świętochowskich. Tu urodził się ich syn Kazimierz Roch Dmochowski, arcybiskup metropolita mohylewski (wtedy katolicka metropolia mohylewska obejmowała całą Rosję, aż po Sachalin), jego przyrodni brat Justyn zginął w powstaniu listopadowowym. Majątek odziedziczył trzeci z braci, rodzony brat Justyna – Michał Dmochowski (~1780–1832) sekretarz Komisji Edukacji Narodowej w Wilnie, żonaty z Anną z Deulów. Kolejnym właścicielem majątku był ich syn, również tu urodzony, Henryk Dmochowski, rzeźbiarz, naczelnik wojenny powiatu dziśnieńskiego w powstaniu styczniowym. Jego potomek Michał Dmochowski został tu zamordowany w 1932 roku przez swojego lokaja, który obrabował majątek. Ostatnim właścicielem majątku był Władysław Dmochowski.
Po III rozbiorze Polski w 1795 roku Zabłocie, wcześniej należące do województwa brasławskiego Rzeczypospolitej, znalazło się na terenie powiatu dziśnieńskiego (ujezdu) guberni wileńskiej Imperium Rosyjskiego. Po ustabilizowaniu się granicy polsko-radzieckiej w 1921 roku Zabłocie wróciło do Polski, znalazło się w gminie Przebrodzie, która należała do powiatu dziśnieńskiego w województwie nowogródzkim. 13 kwietnia 1922 roku gmina wraz z całym powiatem dziśnieńskim została przyłączona do Ziemi Wileńskiej, przekształconej 20 stycznia 1926 roku w województwo wileńskie. 1 stycznia 1926 roku gminę wyłączono z powiatu dziśnieńskiego i przyłączono do powiatu brasławskiego w tymże województwie. Od 1945 roku – w ZSRR, od 1991 roku – na terenie Republiki Białorusi.
Pod koniec XIX wieku w folwarku mieszkało 9 osób. Według Powszechnego Spisu Ludności z 1921 roku zamieszkiwało tu 12 osób, wszystkie były wyznania rzymskokatolickiego i zadeklarowały polską przynależność narodową. Były tu 2 budynki mieszkalne. w 1931 roku majątek w 2 domach zamieszkiwało 7 osób. W 1999 roku we wsi mieszkało 131 osób, a w 2009 – 84.

## Nieistniejący dwór
Gierzdowie zbudowali tu w 1742 roku dwór, który istniał do II wojny światowej. Był to parterowy, drewniany dom wzniesiony na wysokiej podmurówce z polnych kamieni, kryjącej obszerne, sklepione piwnice. Był obity pionowym szalowaniem z desek. Miał gładki, czterospadowy dach, początkowo słomiany, później kryty gontem. W latach 20. lub 30. XIX wieku architekturę domu wzbogacono o portyk z dwiema parami kolumn wspierających belkowanie i trójkątny fronton ozdobiony kostkowym gzymsem.
Wnętrze miało układ dwutraktowy, amfiladowy. W lewym narożnym (od frontu) pokoju znajdował się klasycystyczny kominek z czterema kolumnami, który służył biskupowi Kazimierzowi jako ołtarz w czasie mszy odprawianych tu przez niego.
W 1812 roku dwór został rozgrabiony po raz pierwszy. W czasie, gdy w niedalekim miasteczku Głębokie zatrzymał się Napoleon, jego generał hr. Antoni Drouot zatrzymał się w Zabłociu. Widząc rozgrabiony dom, napisał na blacie stołu: Z największym smutkiem znajduję to mieszkanie zniszczonym przez moich ziomków, niezmiernie żałuję, że osoby w nim mieszkające zmuszone były opuścić swe siedliska – 20 lipca 1812. Wycięty fragment blatu był tu przechowywany do II wojny światowej.
Również w 1742 roku wzniesiono spichlerz, który też przetrwał do 1939 roku. Dwór otaczał czterohektarowy park, w którym rosły stare dęby, lipy, klony i brzozy. Stał tu również dąb piramidalny posadzony przez biskupa Dmochowskiego. Około 200 metrów przed dworem, za niewielkim stawem ciągnął się rozległy bór, który został wycięty w czasie I wojny światowej.
Rodzina Dmochowskich w ciągu XIX wieku i pierwszej połowy XX wieku wypełniała dom cennymi meblami i obrazami. Wszystko to zostało utracone w czasie II wojny światowej. W jej czasie lub zaraz po niej dwór został zniszczony, a na starej podmurówce i piwnicach zbudowano murowaną siedzibę administracji urządzonego tu kołchozu. Dziś w budynku znajduje się małe muzeum z ekspozycją poświęconą Henrykowi Dmochowskiemu. Na ścianie budynku odsłonięto poświęconą mu tablicę. Wokół stoi kilka drzew, będących pozostałością dawnego parku. Zachowały się również dwa drewniano-murowane, popadające w ruinę XIX-wieczne zabudowania gospodarcze: spichlerz i stajnia.
Majątek Zabłocie został opisany w 4. tomie (z uzupełnieniem starych zdjęć w 11. tomie) Dziejów rezydencji na dawnych kresach Rzeczypospolitej Romana Aftanazego, jednak błędnie podano tam lokalizację majątku, wskazując na wieś Zabłoć.